# Anfisso
Nella mitologia greca,  Anfisso (in greco antico: Ἄμφίσσος) era il nome di uno dei figli di Apollo e di Driope.

## Il mito
Apollo, dio dalle molte abilità, figlio di Zeus un giorno si giacque con Driope che custodiva un gregge, e per sedurla dovette trasformarsi in diversi animali, dalla loro unione nacque Anfisso.
Il ragazzo una volta cresciuto diventò il fondatore della città di Eta, e subito per dimostrare riconoscenza al padre eresse nella città un grande tempio dedicato al dio. Sua madre divenne sacerdotessa proprio in quel tempio.

### Fonti
- Antonino Liberale, 32
- Ovidio, Metamorfosi IX, 325 e seguenti

### Moderna
- Robert Graves, I miti greci, Milano, Longanesi, ISBN 88-304-0923-5.
- Angela Cerinotti, Miti greci e di roma antica, Prato, Giunti, 2005, ISBN 88-09-04194-1.